# Calci chromat
Calci Chromiat (CaCrO4) là một chất rắn màu vàng tươi. Nó thường được biết đến ở dạng đihydrat.

## Thuộc tính
Calci Chromiat mất nước ở 200 ℃. Nó phản ứng với chất hữu cơ hoặc các chất khử để tạo thành muối Chromi(III). Chất rắn sẽ phản ứng nổ với hydrazin. Nếu trộn với bo và đốt cháy, calci Chromiat sẽ cháy dữ dội.

## Sử dụng
Nó được sử dụng làm chất nhuộm màu, một chất ức chế ăn mòn, và trong mạ điện, xử lý quang hóa và xử lý chất thải công nghiệp.